# Ribitol
Ribitol é um poliol derivado do pentano com 5 hidroxilas, ou seja, pentan-1,2,3,4,5-pentol.